# Pilentum

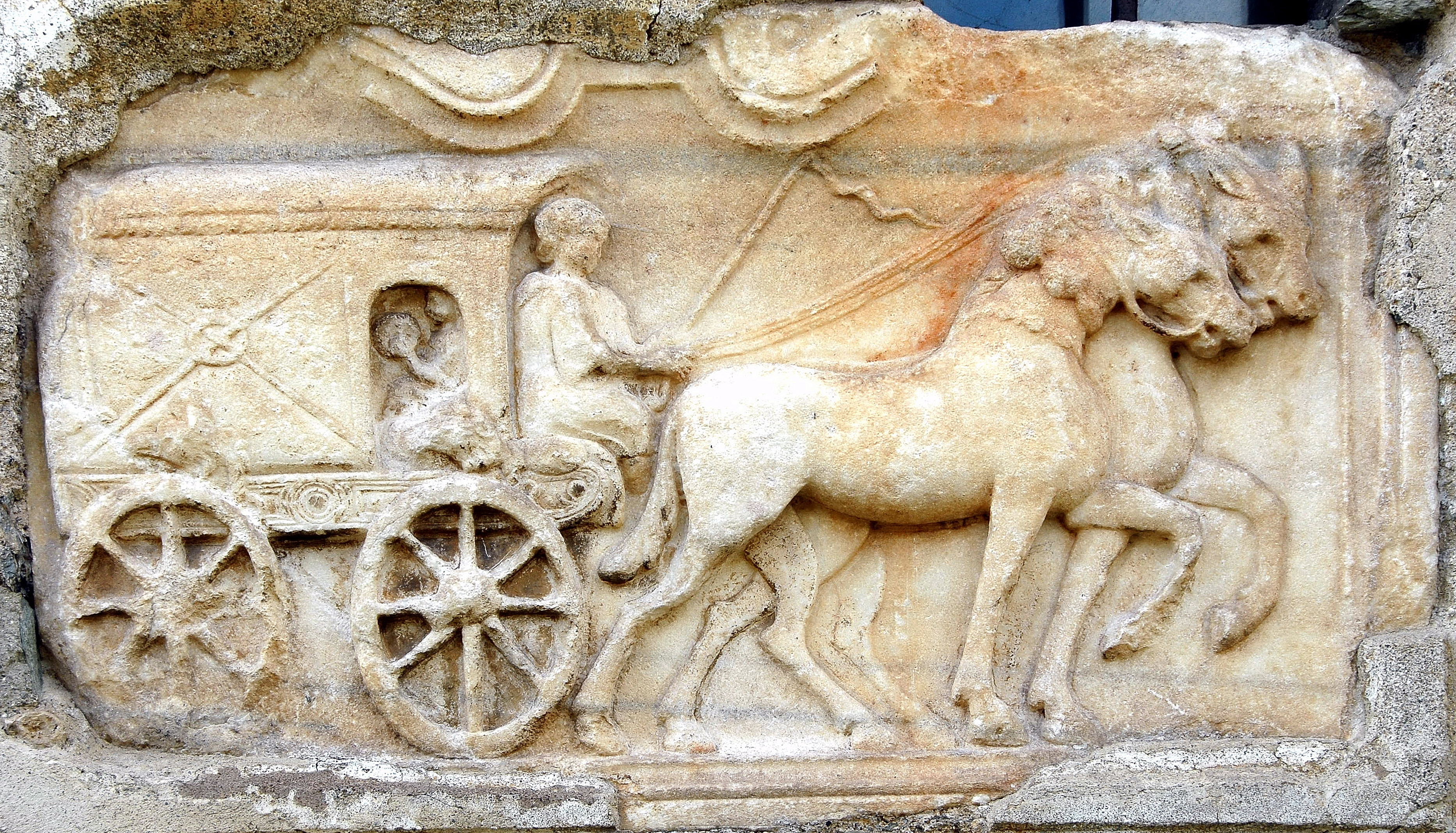
Afbeelding van een pilentum op een grafmonument.

Een pilentum was een Romeins vierwielige wagen, voorzien van zachte kussen, waarin matronae tijdens heilige processies werden vervoerd en dewelke ze ook gebruikten wanneer ze zich naar spelen begaven. Deze onderscheiding was door de senaat aan hen toegekend omwille van hun vrijgevigheid, omdat ze op een bepaald moment hun goud en juwelen hadden afgestaan voor het welzijn van de republiek. Ook de Vestaalse Maagden werden in een pilentum vervoerd. Het pilentum was vermoedelijk verwant aan de harmamaxa en het carpentum, maar was open langs beide kanten, zodat deze die erin zaten zowel konden zien, als konden worden gezien.

## Referentie
- J. Yates, art. pilentum, in W. Smith (ed.), A Dictionary of Greek and Roman Antiquities, Londen, 1875, p. 919.